# Tshimen Bwanga
Tshimen Bwanga (Lubumbashi, 4 gennaio 1949) è un ex calciatore della Repubblica Democratica del Congo, di ruolo difensore.

## Carriera
Difensore centrale, fu calciatore africano dell'anno nel 1973 e prese parte ai Mondiali l'anno seguente con la Nazionale di calcio dello Zaire, giocandone tutte e 3 le partite. Con il Mazembe si è imposto nella Coppa delle Coppe d'Africa del 1980. Nel 2000 è stato selezionato come giocatore del secolo della Repubblica Democratica del Congo.

## Palmarès

### Club

#### Competizioni nazionali
- Linafoot: 2

Mazembe: 1969, 1976
- Coupe de République démocratique du Congo: 2

Mazembe: 1976, 1979

#### Competizioni internazionali
- Coppa delle Coppe d'Africa: 1

Mazembe: 1980

### Nazionale
- Coppa d'Africa: 1

1974

### Individuale
- Calciatore africano dell'anno: 1

1973